# Punktacja kanadyjska
Punktacja kanadyjska – rodzaj indywidualnej statystyki sportowej, prowadzonej w niektórych grach zespołowych i polegającej na wspólnym sumowaniu bramek oraz asyst.
Klasyfikacja powszechnie jest używana w hokeju - punkty przyznaje się strzelcowi bramki i dwóm zawodnikom poprzednio rozgrywającym krążek. W innych grach, np. piłce nożnej czy ręcznej nie jest tak prestiżowa, prowadzi się ją sporadycznie. W zapisie wartość bramki i asysty jest identyczna.